# Stephanorrhina guttata
A Stephanorrhina guttata a rovarok (Insecta) osztályának a bogarak (Coleoptera) rendjébe, ezen belül a mindenevő bogarak (Polyphaga) alrendjébe és a ganajtúrófélék (Scarabaeidae) családjába tartozó faj.

## Előfordulása
A Stephanorrhina guttata előfordulási területe Kamerun és Nigéria.

## Alfajai
- Stephanorrhina guttata aschantica Schürhoff, 1942
- Stephanorrhina guttata colini Schürhoff, 1942
- Stephanorrhina guttata insularis Allard, 1989
- Stephanorrhina guttata meridionalis Allard, 1991
- Stephanorrhina guttata uelensis Allard, 1991

## Források

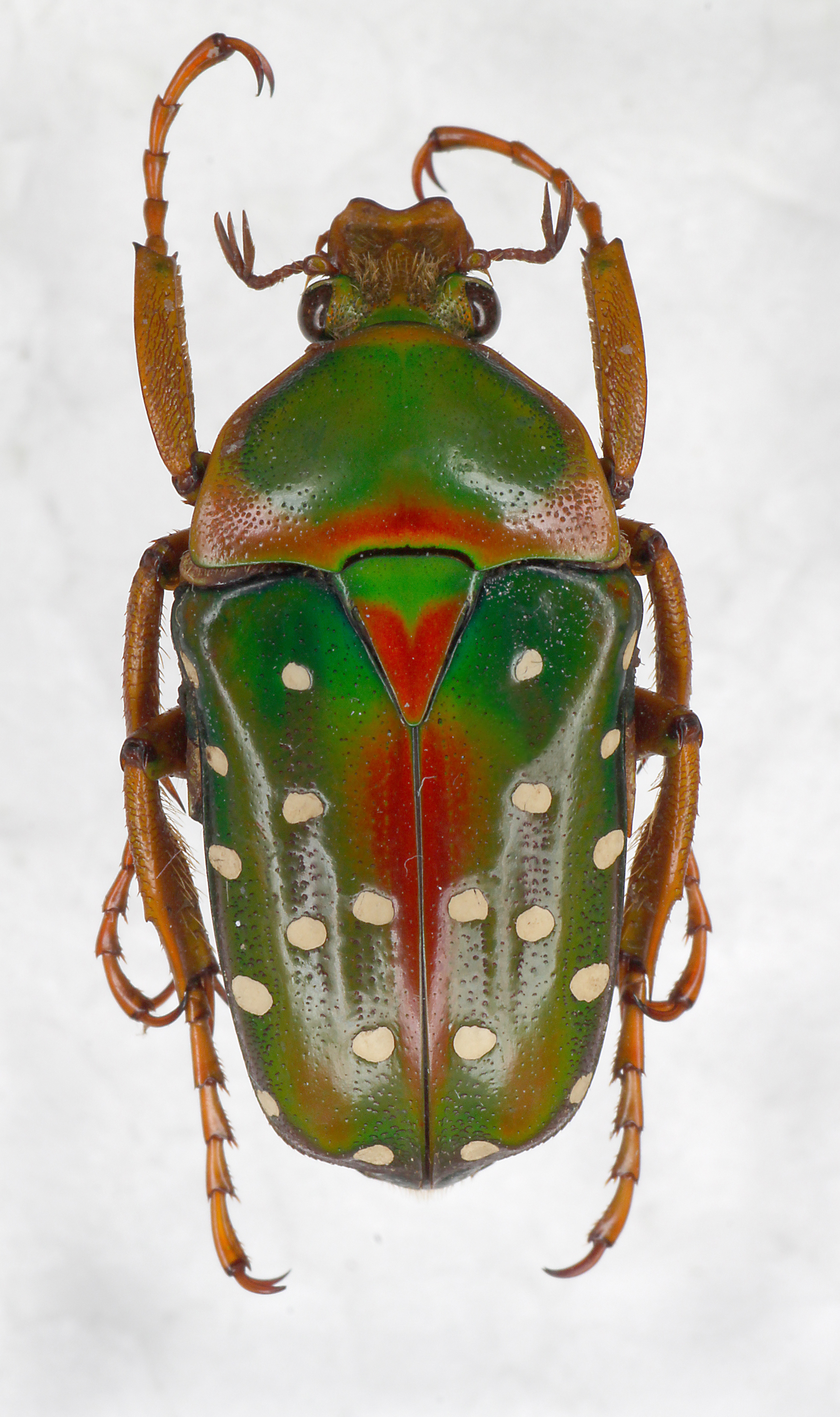
A bogár közelről

## Megjelenése
Ez a bogár elérheti a 25 milliméteres testhosszt. A kitinpáncélja fémesen zöld és vörös színű; a szárnyfedőin fehér pontokkal.

### Fordítás
- Ez a szócikk részben vagy egészben  a   Stephanorrhina guttata című angol Wikipédia-szócikk ezen változatának fordításán alapul.  Az eredeti cikk szerkesztőit annak laptörténete sorolja fel. Ez a jelzés csupán a megfogalmazás eredetét és a szerzői jogokat jelzi, nem szolgál a cikkben szereplő információk forrásmegjelöléseként.